# Чернышенко, Ульян Маркович
 Ульян Маркович Чернышенко — советский военный деятель, генерал-майор, начальник Одесского военного училища.

## Биография

### Начальная биография
Ульян Маркович Чернышенко родился в 1916 году в селе Зозовка Липовецкого района Винницкой области в крестьянской семье.
С 1927 по 1931 год работал наемным работником  и разнорабочим в колхозе «Шевченко». Впоследствии трудится учетчиком тракторной бригады. В 1931 году вступает в комсомол, становится секретарем комсовомольской организации.
В 1934 году поступает на учебу в строительный техникум (г.Винница), который заканчивает с отличием в 1938 году.
В 1938 году возобновляет трудовую деятельность в Управлении военно-строительных работ № 114 на должности техника-строителя.
В это же время, в 1938-40 годах учится на вечернем отделении Исторического факультета Винницкого государственного педагогического института им. Н.А. Островского. Обучение закончено не было.
В 1940 году был призван на воинскую службу в РККА, первоначально попав в личный состав 192 отдельный саперный батальон 130 стрелковой дивизии, расположенный в населенном пункте Томашполь. В составе батальона участвовал в походе на Бесарабию.
В этом же году вступил в ВКП (б)
С сентября 1940 года  до начала Великой Отечественной Войны ннаходился на работах по возведению укреплений в Рава-Русском УР.

### В Великую Отечественную войну
В  Великую Отечественную войну вступил в частях 130 стрелковой дивизии 18 Армии  Юго-Западного фронтав районе населенного пункта Любыча-Крулевская (ныне территория Польши). В июне 1941 года получил легкое ранение, остался в строю.
Вместе с остатками частей дивизии вышел из окружения. После проверки получил назначение в 7-й отдельный саперный батальон 4 стрелковой дивизии 12 Армии Южного фронта.
В июне 1942 года был ранен в штыковом бою, а через месяц получил контузию. С остатками дивиизии, попавшей в окружение в Сальских степях, выходил из окружения. Как вышедший из окружения, проходил проверку в спецлагере НКВД (г. Хоби).
В ноябре 1942 года присвоено очередное воинское звание - капитан.
Осенью 1942 г. направлен на формирование 64 исбр РГК Закавказского фронта на должность заместителя начальника штаба бригады по политчасти.
В июне 1943 года командир 4-го штурмового инженерно-сапёрного батальона 1-й штурмовой инженерно-сапёрной бригады  РГК.В октябре 1943 года присвоено звание майор, в этот же месяц получил тяжелое ранение и контузию. В марте 1944 года в боях под Витебском получил тяжелую контузию.
С апреля по июль 1944 года находился на лечении в госпитале.
В июле 1944 года назначен преподавателем кафедры тактики Московского военно-инженерного училища .
Участник Парада Победы 1945 года в составе расчёта Московского Краснознамённого военно-инженерного училища.

### В послевоенные годы
С 1947 по 1950 год — слушатель Военной Академии им. М.В. Фрунзе. которую окончил с отличием с золотой медалью. В 1950 году оставлен для прохождения службы в Академии в должности преподавателя кафедры общей тактики.
В 1953 году назначен на должность старшего преподавателя кафедры общей тактики.
В 1954 году направлен для прохождения службы в Группу советских войск в Германии на должность заместитель командира 117-го гвардейского мотострелкового полка 39-й гвардейской  мотострелковой дивизии 8-й гвардейской Армии (г. Майнинген)
С  1955 по 1958 год — командир 117-го гвардейского мотострелкового полка.
С октября 1958 — начальник штаба  21 мотострелковой дивизии  8 гвардейской Армии (г. Галле).
С 1960 по 1963 год командир 28 гвардейской мотострелковой дивизии.
С 1963 по 1965 год начальник Одесского военного училища.
С 1965 по 1967 начальник Одесского высшего объединённого командного Краснознаменного училища, готовящего командные кадры для стран Ближнего и Дальнего Востока, Африки и Латинской Америки.
С 1967 по 1969 год — заместитель командующего по тылу Одесского военного округа. В 1968 году
С 1969 заместитель по тылу командующего Северной группы войск.
В 1975 году уволен из рядов Вооружённых Сил по болезни.
Умер в г. Одесса в 1998 году.

## Воинские звания
- Майор  (5.10.1943)
- Подполковник  (13.12.1949)
- Полковник (26.12.1953)
- Генерал — майор  (1963)

## Награды
- Два Ордена Красного Знамени,  (1.10.1943) (22.2.1968);
- Орден Александра Невского (СССР) (24.10.1943)
- Орден Отечественной войны I степени (1985);
- Орден Отечественной войны II степени (18.9.1943);
- Орден Красной Звезды (30.12.1956);
- Орден «За службу Родине в Вооружённых Силах СССР» III степени (28.10.1974)
- Медаль «За оборону Кавказа» (7.8.1944);
- Медаль «За победу над Германией в Великой Отечественной войне 1941—1945 гг.» (05.1945);
- Медаль «30 лет Болгарской народной армии»
- «Орден Возрождения Польши»  3 класса.( 1974)
- Медаль «На страже мира» в золоте
- Медаль  "30 лет освобождения Чехословакии советской армией"